# Alice in den Städten
Alice in den Städten is een West-Duitse dramafilm uit 1974 onder regie van Wim Wenders. De film won diverse filmprijzen, waaronder de Preis der deutschen Filmkritik.

## Verhaal
Philip, een Duitse journalist, moet een artikel schrijven over de Verenigde Staten. Hij zit in de knoop met zichzelf en produceert niets behalve polaroid-foto's. Hij verliest de opdracht, is krap bij kas en wil terug naar huis.  
Op de luchthaven hoort hij dat er geen vluchten naar Duitsland zijn door een staking. Een vrouw met een 9-jarige dochter (Alice) zit in dezelfde situatie. Ze besluiten dan maar de volgende dag naar Amsterdam te vliegen. 's Ochtends is de vrouw verdwenen en vindt hij een brief waarin ze hem vraagt om Alice mee te nemen en in Amsterdam op haar te wachten. Daar komt ze echter niet opdagen. 
De gefrustreerde Philip en de zelfbewuste Alice nemen vervolgens de bus naar Wuppertal, waar Alice denkt dat haar oma woont. Een lange zoektocht volgt, die concreet niets oplevert, maar Philip verantwoordelijkheid en een doel geeft, waardoor hij zichzelf weer vindt. 

## Rolverdeling
| Acteur            | Personage           |
| ----------------- | ------------------- |
| Rüdiger Vogler    | Philip Winter       |
| Yella Rottländer  | Alice               |
| Lisa Kreuzer      | Lisa                |
| Edda Köchl        | Angela              |
| Ernest Boehm      | Uitgever            |
| Sam Presti        | Autoverkoper        |
| Lois Moran        | Hostess             |
| Didi Petrikat     | Vriend in Frankfort |
| Hans Hirschmüller | Politieagent        |
| Sibylle Baier     | Vrouw               |